# 约尔赫莉斯·罗德里格斯
约尔赫莉斯·罗德里格斯·加西亚（西班牙語：Yorgelis Rodríguez García，1995年1月25日—）是一名专长于七项全能的古巴田径运动员。2015年7月，她在泛美运动会上以6332分的成绩获得金牌。一个月后，她出战世界田径锦标赛，结果在女子七项全能项目中获得第21名。